# Xysticus concursus
Xysticus concursus is een spinnensoort uit de familie van de krabspinnen (Thomisidae).
De wetenschappelijke naam van de soort werd in 1934 gepubliceerd door Willis John Gertsch.